# ムツミ・タカハシ
ムツミ・タカハシ（英語: Mutsumi Takahashi）は、カナダ人のジャーナリスト、カナダ勲章（Order of Canada）受賞者。1986年から、カナダ・ケベック州モントリオールのCTVテレビジョンネットワーク直営局・CFCF-DTでニュースキャスターを務めている。

## 幼少期と教育
1963年に日本の宮城県白石市からアメリカ・ボストンを経由してカナダに移住した後、ケベック州のモントリオール郊外のコート・サン・リュックで育った。6歳の時、トロント音楽院でピアノを勉強していた。モントリオールのノートルダム・ド・グラース地区にあるウェスト・ヒル高等学校を卒業した。1976年にバニエ・カレッジを卒業した後、1979年にコンコルディア大学を卒業し、心理学の学士号を取得した。

## 経歴
タカハシがテレビ業界に初めて参入したのは、まだコンコルディア大学の学生で大学紙「The Georgian（ザ・ジョージアン）」の記者だった1980年、CFCFとコンコルディア大学テレビ局CUTVの間のパイロットプロジェクトに参加した時だった。その後、メアリー＝ルー・バサラバ（Mary-Lou Basaraba）に代わって、日曜日10:30からチャンネル12で放送される30分番組『アワ・シティー（Our City）』のホストとなった。
「リサ・タカハシ（Lisa Takahashi）」という名前でラジオ局に入社し、1982年にモントリオールのCFCFにニュースリポーターとして移籍した。4年後、2006年に引退するまで、ベテランのビル・ハウグランドと共に『Pulse』（現：『CTV News』）のニュースキャスターに任命された。また、テレビ向け映画のいくつかのマイナーな役でニュースキャスターを演じた。
現在、正午と平日夜の『CTV News Montreal』のアンカーを務めている。モントリオール・ミラーの「ベスト・オブ・モントリオール」の投票で「ベスト・ローカル・ニュースキャスター（Best Local Newscaster）」として頻繁に称賛を獲得し、カルトMTLが「ベスト・オブ・ローカル・ニュースキャスター」の伝統を継続し続けている。
プライベートで有名な女性で、その長年のモットーは「It's about the news. It's not about me. And it never will be.（それはニュースに関するものである。私に関するものではない。そして、それは決してそうではない）」である。ソーシャルメディアでの存在感を持たず、インタビューにも殆ど応じない。タカハシがインタビューに応じた数少ない回数のうちの1回は、RTDNAカナダから生涯功績賞の授与に先立ち、2017年5月に行われた。

## 私生活
タカハシはカナダ国籍で、2018年にカナダ勲章に任命された。ミシェル・ケイアー（Michel Cayer）と結婚している。